# Поток Шеловренац
Поток Шеловренац је водени ток на Фрушкој гори, притока је канала Јарчина, дужине је 14,8km и површине слива 65km², у сливу реке Саве.
Настаје спајањем водотока Убавац и водотока који протиче кроз насеље Марадик, низводно од насеља Шатринци. Главна притока је Топола. Саставнице са својим притокама одводњавају јужне падине Фрушке горе. Текући ка југоистоку улива се у канал Јарчина код Доњих Петроваца на 91 м.н.в. Амплитуде протицаја крећу се од 19,5 л/с до 8,5 m³/с. Непосредно после спајања саставница водоток је преграђен и настала је истоимена хидроакумулација. У сливу се налазе насеља Крушедол и Марадик. Насеља у сливу путевима су спојена са насељима на северним падинама Фрушке горе и насељима у суседним сливовима. У изворишном делу саставнице Убавац налази се манастир Велика Ремета.